# Гладунко Маргарита Іванівна
Маргарита Іванівна Гладунко (нар. 29 квітня 1929, Умань, УРСР, СРСР — пом. 17 травня 1996, Москва, Росія) — радянська і російська акторка театру і кіно українського походження. Заслужена артистка РРФСР (1980).

## Життєпис
Народилася в родині Івана Гладунка. В ранньому віці Ріта пережила комуністичний Голодомор.

### Кар'єра
Кар'єру акторки почала 1949 на сцені Бердичівського драматичного театру (1949—1951). Потім у драматичному театрі Тернополя (1951—1953), який у ті часи активно поповнювався кадрами з центральної та східної України. 
У 1953—1954 рр. виступала у Мінському драмтеатрі імені М. Горького. У 1955—1960 рр. — акторка Білоруського академічного театру імені Янки Купали.
У 1964—1990 роки — акторка Театру-студії кіноактора у Москві.
Дебют у кіно — на студії Білорусьфільм (1956). Зіграла роль у стрічці «Зелені вогні» та «Наші сусіди» (1957). Популярність отримала після виходу військового фільму «Годинник зупинився опівночі» (1958), в якому вона зіграла агентку НКВД, що вчинила терористичний акт проти німецького керівника Біларусі Вільгельма Кубе. За роль убивці-месниці Марини Казанич Гладунко стала лауреаткою в номінації «Перший приз за жіночу роль» Всесоюзного кінофестивалю (1959). 
У 1960 році Маргарита Гладунко зіграла головну роль у чорно-білій білоруській стрічці «Весняні грози» — також вдало, бо і далі розвивала амплуа «рокової жінки війни».
У 1960-тих акторка співпрацювала з українськими кіномитцями, зокрема з режисером Іваном Кавалерідзе. Грає у стрічці «Повія» (1961, за мотивами роману Панаса Мирного), згодом на кіностудії Довженка у фільмі «Радість моя». 
Всього знялася у 40 кінострічках, останні ролі — у 1990-тих.
Пішла з життя в Москві 17 травня 1996 року. Похована на Миколо-Архангельському цвинтарі Москви.

## Фільмографія
| Рік  |   | Українська назва                      | Оригінальна назва                     | Роль                                              |
| ---- | - | ------------------------------------- | ------------------------------------- | ------------------------------------------------- |
| 1992 | ф | Луна-парк                             | Луна-парк                             | продавчиня                                        |
| 1992 | ф | Назад до СРСР                         | Back in the U.S.S.R.                  | бабуся                                            |
| 1990 | ф | Франка — дружина Хама                 | Франка — жена Хама                    | Марцелла                                          |
| 1988 | ф | Нехай я помру, господи…               | Пусть я умру, господи…                | акторка, грає у фільмі бабусю героїні Олі (камео) |
| 1987 | ф | Де міститься нофелет?                 | Где находится нофелет?                | епізод                                            |
| 1986 | ф | Без терміну давності                  | Без срока давности                    | епізод                                            |
| 1985 | ф | Секунда на подвиг                     | Секунда на подвиг                     | мати Марії                                        |
| 1983 | ф | Серафим Полубєс й інші мешканці Землі | Серафим Полубес и другие жители Земли | провідниця                                        |
| 1982 | ф | Нас вінчали не в церкві               | Нас венчали не в церкви               | гостя                                             |
| 1980 | ф | Огарьова, 6                           | Огарёва, 6                            | директорка ресторану                              |
| 1979 | ф | Я чекатиму...                         | Я буду ждать...                       | Наталія Костянтинівна, мама Марії                 |
| 1978 | ф | Підозрілий                            | Подозрительный                        | мадам Чіпой                                       |
| 1976 | ф | Довга, довга справа...                | Длинное, длинное дело…                | офіціантка                                        |
| 1975 | ф | Строгови                              | Строговы                              | Василиса                                          |
| 1975 | ф | Ранок (к/м)                           | Утро                                  | мадам Шарпантьє                                   |
| 1975 | ф | На ясний вогонь                       | На ясный огонь                        | епізодична роль                                   |
| 1974 | ф | Контрабанда                           | Контрабанда                           | працівниця заводу                                 |
| 1974 | ф | Ще не вечір                           | Ещё не вечер                          | Тамара Шевелькова                                 |
| 1973 | ф | Райські яблучка                       | Райские яблочки                       | повія                                             |
| 1973 | ф | Справа була, так!?.                   | Дело было, да!?.                      | Ксенія Басалаєва                                  |
| 1971 | ф | Сьоме небо                            | Седьмое небо                          | Ганна Конопльова                                  |
| 1970 | ф | Постріл на кордоні                    | Выстрел на границе                    | Віра Сергіївна                                    |
| 1969 | ф | Час щасливих знахідок                 | Время счастливых находок              | Тамара, сусідка                                   |
| 1968 | ф | Любов Серафима Фролова                | Любовь Серафима Фролова               | Клава                                             |
| 1968 | ф | Перший кур'єр                         | Первый курьер                         | Маргарита                                         |
| 1966 | ф | Прощавай                              | Прощай                                | Ніна                                              |
| 1966 | ф | Денні зірки                           | Дневные звёзды                        | бояриня                                           |
| 1966 | ф | Я родом з дитинства                   | Я родом из детства                    | Зінаїда Тарасевич                                 |
| 1965 | ф | Тридцять три                          | Тридцать три                          | Фрося, працівниця заводу безалкогольних напоїв    |
| 1965 | ф | Змова послів                          | Заговор послов                        | Олена Миколаївна, людина Рейлі                    |
| 1964 | ф | Поки фронт в обороні                  | Пока фронт в обороне                  | зв'язкова                                         |
| 1963 | ф | Місто — одна вулиця                   | Город — одна улица                    | Ліля                                              |
| 1963 | ф | Сліпий птах                           | Слепая птица                          | вчителька англійської мови (немає в титрах)       |
| 1961 | ф | Радість моя                           | Радость моя                           | Клавдія                                           |
| 1961 | ф | Повія                                 | Гулящая                               | Марина, односельчанка Христі                      |
| 1960 | ф | Весняні грози                         | Весенние грозы                        | Ольга Ковальова                                   |
| 1958 | ф | Годинник зупинився опівночі           | Часы остановились в полночь           | Марина Казанич                                    |
| 1957 | ф | Наші сусіди                           | Наши соседи                           | співачка в ресторані                              |
| 1956 | ф | Зелені вогні                          | Зелёные огни                          | Дуся                                              |
| 1956 | ф | Посіяли дівчата льон                  | Посеяли девушки лён                   | колгоспниця                                       |